# Too Much Monkey Business
Too Much Monkey Business ist ein Rock-’n’-Roll-Song von Chuck Berry, der 1956 in Chicago aufgenommen wurde und dessen erste Version bei Chess Records erschien.

## Entstehung
Der Song wurde am 16. April 1956 in Chuck Berrys vierter Aufnahmesession für Chess Records im labeleigenen Studio aufgenommen. Es spielten Berry an der Gitarre, Johnnie Johnson am Klavier, Willie Dixon am Bass und Fred Below am Schlagzeug. Außer Too Much Monkey Business standen mit Drifting Heart eine Blues-Nummer und mit Roll Over Beethoven und Brown Eyed Handsome Man zwei zukünftige Rock-’n’-Roll-Klassiker auf dem Programm. Berry bat im Anschluss seinen Pianisten Johnson, anhand der Aufnahme ein Notenniederschrift anzufertigen, um diese für die Eintragung des Copyrights bei der Library of Congress einreichen zu können.

## Inhalt
Der Song, dessen Titel wörtlich Zu viele Affengeschäfte bedeutet und im übertragenen Sinne etwa Zu viel fauler Zauber meint, beschreibt die Last eines Menschen, der in zu viele Wirrungen des Alltagslebens verwickelt ist, an denen er zu verzweifeln droht. Insofern lässt sich der Song inhaltlich und stimmungsmäßig auf Louis Jordans Choo Choo Ch’Boogie zurückverfolgen. Obwohl sich der Erzähler in einer Fabrik abschuftet, flattert ihm auf einmal eine alte Rechnung ins Haus. Ein Händler will ihm etwas aufdrängen, eine gut aussehende Frau ihn an sich binden und von ihm versorgt werden. Er hat im Zweiten Weltkrieg gekämpft und die Armee satt. Nun arbeitet er an einer Tankstelle und wird von den Kunden drangsaliert: „Wischen Sie mal das Fenster, prüfen Sie den Reifendruck, den Ölstand.“

## Kritik und Erfolg
Too Much Monkey Business offenbart laut Bruce Pegg Berrys „Genie für Detail, Wortspiel und rhythmische Struktur seiner Lyrik“. Niemand anderes beschriebe die Ärgernisse des Alltags so souverän wie Berry, meint Fred Rothwell, der den Titel für eine frühe Form des Protestsongs hält, auf den Bob Dylan ein Jahrzehnt später mit anderem Fokus Bezug nimmt. Die zuweilen geäußerte These, Dylans Subterranean Homesick Blues sei direkt von Too Much Monkey Business beeinflusst, kann Rothwell aber nur bezüglich des stakkatohaften Gesangs und des im Text vorkommenden „Johnny in the basement“ nachvollziehen.
Der Song debütierte am 6. Oktober 1956 in den amerikanischen R&B-Charts des Billboard-Magazins, blieb dort insgesamt sechs Wochen mit einer Bestnotierung auf Platz vier.

## Coverversionen
Nach Chuck Berry haben zahlreiche andere Künstler das Lied aufgenommen. Morton Reff identifizierte bis zum Jahr 2000 insgesamt 75 Coverversionen, darunter eine Instrumentalversion.
Die von Elvis Presley am 15. Januar 1968 unter Mitwirkung des Gitarristen Jerry Reed aufgenommene Coverversion wurde noch im selben Jahr auf dem Album Elvis Sings Flaming Star veröffentlicht. In dieser Version wird in Abwandlung des Originals ein aktueller Bezug zum Zeitgeschehen hergestellt. Statt in Yokohama war der von Elvis besungene Soldat in Vietnam stationiert und somit kein Weltkriegs-, sondern Vietnam-Veteran.
Der Titel erfreute sich auch bei den Gruppen der sogenannten British Invasion großer Beliebtheit. Die Beatles hatten das Stück seit 1960 in ihrem Liverepertoire und spielten es 1963 bei vier ihrer Radiokonzerte für die BBC. 1994 wurde auf dem Album Live at the BBC ihre Aufnahme vom 3. September 1963 für die Sendung Pop Go the Beatles veröffentlicht. Gesungen wurde das Lied von John Lennon.
The Hollies nahmen 1964 eine Version für ihr zweites Studioalbum In The Hollies Style auf. Ebenfalls 1964 spielten The Kinks ihre Fassung für ihr Debütalbum Kinks ein.